# Chris Tilton
Chris Tilton (New Orleans (Louisiana), 9 juni 1979) is een Amerikaanse componist van soundtracks voor televisie(series), films en computergames. Tilton heeft onder meer samengewerkt met Michael Giacchino en J.J. Abrams binnen verschillende projecten. Zo werkte Tilton mee aan de muziek van de bekende games Mercenaries: Playground of Destruction, Black, Fracture, SimCity, Assassin's Creed: Unity, en maakte Tilton muziek voor de televisieseries Zoo en Fringe.
Tilton werkte onder meer samen met Giacchino en Andrea Datzman voor de serie Undercovers van J.J. Abrams. Deze serie werd in 2010 geannuleerd.

## Computerspellen
| Jaar | Titel                                          | Studio                                     | Opmerkingen                                   |
| ---- | ---------------------------------------------- | ------------------------------------------ | --------------------------------------------- |
| 2002 | Pac-Man Fever                                  | Mass Media Inc.                            | Gecomposeerd samen met Jim Ardon              |
| 2003 | Muppets Party Cruise                           | Mass Media Inc.                            | -                                             |
| 2004 | Alias                                          | Acclaim Entertainment                      | Gecomposeerd met Michael Giacchino            |
| 2005 | Mercenaries: Playground of Destruction         | Pandemic Studios LucasArts                 | Gecomposeerd met Michael Giacchino            |
| 2005 | The Incredibles: Rise of the Underminer        | Heavy Iron Studios THQ                     | Gecomposeerd met Michael Giacchino            |
| 2006 | Black                                          | Criterion Games, Electronic Arts (EA)      | Gecomposeerd met Michael Giacchino            |
| 2008 | Jumper: Griffin's Story                        | Redtribe Brash Entertainment               | -                                             |
| 2008 | Mercenaries 2: World of Flames                 | Pandemic Studios, Electronic Arts (EA)     | -                                             |
| 2008 | Fracture                                       | Day 1 Studios, LucasArts                   | Gecomposeerd met Chad Seiter                  |
| 2009 | Night at the Museum: Battle of the Smithsonian | Amaze Entertainment, Majesco Entertainment | -                                             |
| 2013 | SimCity                                        | Maxi, Emeryville, Electronic Arts (EA)     | -                                             |
| 2014 | Assassin's Creed: Unity                        | Ubisoft Montreal, Ubisoft                  | Gecomposeerd met Sarah Schachner en Ryan Amon |
| 2014 | SimCity: BuildIt                               | TrackTwenty, Electronic Arts (EA)          | -                                             |
| 2017 | Divide                                         | Exploding Tuba                             | -                                             |